# Djebel Mouâsker
Le djebel Mouâsker est une montagne du Haut Atlas culminant à 3 277 mètres d'altitude au sud de Tounfite, dans la province de Midelt, au Maroc. 